# 安藤治
安藤 治（あんどう おさむ、1956年 - 2021年）は、日本の心理学者・精神科医（医学博士）。元・花園大学社会福祉学部臨床心理学科教授。日本トランスパーソナル心理学 / 精神医学会常任理事（初代会長）。

## 略歴
東京医科大学精神神経科講師、カリフォルニア大学アーヴァイン校客員准教授を経て、1998年、東京医科大学在職時に日本トランスパーソナル心理学/精神医学会を設立、初代会長に就任。その後、花園大学に移る。
退職後、国立クリニック、富戸こころのクリニック院長として診察にあたる。
2021年に急逝。

## 著書
- 『瞑想の精神医学』（春秋社） 1993、新装版 2003　ISBN 978-4-39336117-7
- 『私を変えた「聖なる体験」』（春秋社） 1995　ISBN 978-4-39336110-8
- 『心理療法としての仏教 - 禅・瞑想・仏教への心理学的アプローチ』（法藏館） 2003　ISBN 978-4-83188163-2
- 『福祉心理学のこころみ - トランスパーソナル・アプローチからの展望』（ミネルヴァ書房） 2003　ISBN 978-4-62303869-5
- 『ZEN心理療法』（駿河台出版社） 2005　ISBN 978-4-41100360-7

### 共著
- 『スピリチュアリティの心理学 - 心の時代の学問を求めて』（安藤治, 湯浅泰雄編、せせらぎ出版） 2007　ISBN 978-4-88416164-4
- 『ユング心理学と現代の危機』（湯浅泰雄, 高橋豊, 田中公明共著、河出書房新社） 2001　ISBN 978-4-30923063-4

## 翻訳
- 『「シャーマニズムの精神人類学」 - 癒しと超越のテクノロジー』（ウォルシュ、高岡よし子共訳、春秋社） 1996　ISBN 978-4-39336112-2
- 『瞑想とユング心理学』（オダージンク、湯浅泰雄, 是恒正達共訳、創元社） 1997　ISBN 978-4-42211193-3
- 『自我と「力動的基盤」 - 人間発達のトランスパーソナル理論』（ウォシュバーン、高橋豊, 是恒正達共訳、雲母書房） 1997　ISBN 978-4-87672052-1
- 『魂の危機を超えて - 自己発見と癒しの道』（スタニスラフ・グロフ, クリスティーナ・グロフ、吉田豊共訳、春秋社） 1997　ISBN 978-4-39336021-7
- 『テキスト トランスパーソナル心理学・精神医学』（バティスタ, スコットン, チネン編、是恒正達, 池沢良郎共訳、日本評論社） 1999　ISBN 978-4-53556145-8

## 論文
- CiNii>安藤治